# نادي دندي لكرة اليد
نادي دندي لكرة اليد هو نادي كرة يد في إسكتلندا تأسس في 31 أغسطس 2011. يلعب في الدوري الإسكتلندي لكرة اليد. كان موسمه الأول هو موسم 2011/2012.

## وصلات خارجية
- الموقع الرسمي